# Io non sono qui
Io non sono qui (I'm Not There) è un film biografico sulla vita del musicista Bob Dylan diretto da Todd Haynes.
Co-sceneggiato e diretto da Todd Haynes e Oren Moverman, il film ripercorre la storia del musicista in sette distinti momenti della sua vita, venendo interpretato da sei attori diversi (l'attore Christian Bale interpreta due differenti periodi - rappresentati tramite metafore - della vita di Dylan). Una didascalia all'inizio del film dichiara di essere "ispirato dalla musica e alle molte vite di Bob Dylan", e questa è l'unica menzione a Dylan nell'intero film (eccetto la presenza dei brani dello stesso Dylan). L'unica apparizione del cantante nel film è data dall'inserimento di un video girato in un concerto del 1966.
All'epoca unico film sulla sua vita ad aver ottenuto l'approvazione dell'icona della cultura rock, il film racconta Bob Dylan dagli inizi della sua carriera come cantante folk, alla conquista del successo nei primi anni '60, la controversa svolta verso il rock, l'incidente di moto e il conseguente ritiro dalle scene, fino all'ultima parte della sua carriera. Il film non è stato girato secondo una tecnica tradizionale, bensì concepito come lo sviluppo narrativo di un visionario racconto poetico scandito per quadri sulle note delle canzoni dell'autore di Duluth. La colonna sonora del film è stata raccolta da Sony Music in un doppio CD che riprende il titolo originale del film - I'm Not There - contenente cover di canzoni di Bob Dylan incise da artisti vari.

## Trama
ll film racconta le vicende di sei personaggi, ognuno dei quali rappresenta un aspetto diverso della vita e della musica di Bob Dylan: il Poeta (Arthur Rimbaud), il Profeta (Jack Rollins / Padre John), il fuorilegge (Billy McCarty), il falso (Woody Guthrie), il "martire del rock and roll " (Jude Quinn), e la "stella elettrica" (Robbie Clark).

### Arthur Rimbaud
Il diciannovenne Arthur Rimbaud è messo a dura prova da alcune domande. Le sue risposte criptiche si alternano per tutto il film, tra cui le osservazioni sul fatalismo, la natura dei poeti, le "sette semplici regole per la vita in clandestinità" e il caos.

### Woody Guthrie
Nel 1959 un ragazzo afro-americano di 11 anni, che si fa chiamare Woody Guthrie, viaggia attraverso il Midwest degli Stati Uniti saltando a bordo dei treni in corsa. Il ragazzo porta con sé una chitarra dentro una custodia con la scritta "questa macchina uccide i fascisti", suona blues e canta di argomenti poco attuali per l'epoca, come il sindacalismo, e infatti una donna afro-americana gli consiglia di affrontare temi più attuali nelle sue canzoni. Woody viene attaccato da un vagabondo e quasi annega, ma viene salvato da una coppia bianca, che viene impressionata dal suo talento musicale. Woody è però costretto a scappare quando i coniugi ricevono una telefonata da un centro di correzioni giovanile in Minnesota: il ragazzo era infatti un fuggitivo. Dopo aver appreso che il vero Woody Guthrie è in fin di vita, Woody si reca in New Jersey per visitarlo in ospedale.

### Jack Rollins/Padre John
La carriera del musicista folk Jack Rollins viene narrata come film documentario con degli intervistati tra cui la cantante folk Alice Fabian. Jack diventa una star della scena folk del Greenwich Village nel 1960, acclamato dai fan per le sue canzoni di protesta. Firma per la Columbia Records, ma nel 1963, in concomitanza con l'aggravarsi della guerra del Vietnam, si allontana dalla musica popolare, ritenendo il proprio lavoro ininfluente per lo scenario sociale o politico. Dopo l'assassinio di John F. Kennedy, Jack si ubriaca in una cerimonia dove sta per ricevere un premio da un'organizzazione per i diritti civili, e nel discorso di premiazione afferma di vedere qualcosa di sé in Lee Harvey Oswald (l'assassino di Kennedy), venendo fischiato e deriso dal pubblico. Dopo questo avvenimento Jack preferisce condurre una vita estremamente ritirata e nel 1974 partecipa ad un corso di studio biblico a Stockton, in California. Grazie a questo corso emerge una persona nuova, rinata sotto la luce del Cristianesimo. Jack rinnega il suo passato e diventa un ministro ordinato, ma non abbandona del tutto la musica eseguendo musica gospel sotto il nome di "Padre John".

### Robbie Clark
Robbie Clark è un attore di 22 anni, che interpreta Jack Rollins nel film biografico Grain of Sand. Durante le riprese nel Greenwich Village nel gennaio 1964 si innamora dell'artista francese Claire e presto decidono di sposarsi. Grain of Sand è un successo e Jack diventa una stella, ma il loro rapporto diventa teso e Claire vede Robbie flirtare con altre donne. Durante una discussione nel 1968 sulla possibilità di cancellare i mali del mondo, Robbie afferma che le donne non possono mai essere poeti: questa posizione offende moltissimo Claire e incrina definitivamente il loro rapporto. Alla fine Robbie decide di andar via di casa. L'attore si dirige a Londra per quattro mesi per girare un thriller e ha una relazione con la co-protagonista femminile. Gli accordi di pace di Parigi ispirano Claire a chiedere il divorzio. Quest'ultima ottiene la custodia delle due figlie, ma consente a Robbie di portarle con sé in un viaggio in barca.

### Jude Quinn
Jude Quinn è un popolare cantante folk. Una performance con una band completa di chitarre elettriche in un Festival Jazz e Folk del New England offende i propri fan, che lo accusano di essere un venduto. Viaggiando verso Londra, Jude viene intervistato dal giornalista Keenan Jones che gli chiede se tiene ancora al sociale o se crede che la musica popolare non sia riuscita a raggiungere gli obiettivi di cambiamento sociopolitico che si era prefissata. A Londra Jude viene assalito da un dipendente dell'hotel, si intrattiene con i Beatles, incontra la sua ex amante Coco Rivington e incontra il poeta Allen Ginsberg che dice al cantante di essere un "venduto al Signore". Intervistando Jude, Keenan osserva che le canzoni di Jude vengono utilizzate come strumenti di reclutamento da parte delle Pantere Nere e gli confessa ciò che pensa di lui: Jude si rifiuta di sentirsi una nullità e allo stesso tempo è molto presuntuoso; Jude offeso, va via. Ad un concerto, mentre esegue Ballad of a Thin Man, Jude viene fischiato e chiamato "Giuda" da parte del pubblico. Keenan rivela in televisione che, nonostante i suoi racconti di un passato da vagabondo, Jude è in realtà solo Aaron Jacob Edelstein: appartenente alla classe media, Jude è un ben educato figlio del proprietario di un grande magazzino di Brookline, Massachusetts. Costretto ad affrontare un lungo tour europeo, Jude entra in una spirale di droga che lo porta a morire in un incidente motociclistico.

### Billy McCarty
Il bandito Billy McCarty, che si ritiene sia stato ucciso da Pat Garrett, vive nascosto a Riddle, Missouri. Il Commissario Garrett prevede di demolire la città per costruire un'autostrada, ciò ha costretto parecchi cittadini a suicidarsi. Per questo motivo Billy si confronta con Garrett che riconosce in lui il fuorilegge Billy the Kid, e lo fa arrestare e rinchiudere in cella. Riuscito ad evadere nel giro di una notte con l'aiuto dell'amico Homer, Billy salta su un vagone di un treno in corsa, dove trova la chitarra di Woody, nella custodia invecchiata e sbiadita. Mentre scappa via, riflette sui valori della natura, della libertà e sull'importanza di conoscere se stessi.
Il film si conclude con le immagini di Dylan suonare un assolo armonica durante una performance dal vivo nel 1966.

## Cast
I sei personaggi seguenti sono tutte rappresentazioni delle diverse fasi della carriera e della vita di Bob Dylan:
- Marcus Carl Franklin: "Woody Guthrie". Il personaggio si riferisce all'ossessione giovanile di Dylan per la musica del cantante folk Woody Guthrie[2]. Il personaggio di Woody è anche un rimando alle avventurose biografie inventate che lo stesso Dylan si era creato nei primi anni di carriera per creare mistero e un alone di leggenda attorno a sé.
- Christian Bale: Jack Rollins e il pastore John. Rollins è un ritratto del Dylan acustico del periodo dei dischi The Freewheelin' Bob Dylan e The Times They Are a-Changin'. John il Pastore si riferisce al periodo da "cristiano rinato" di Dylan quando, durante la sua fervente conversione al Cristianesimo, incise gli album Slow Train Coming e Saved.
- Cate Blanchett: Jude Quinn. Quinn è un ritratto del Dylan del periodo 1965-1966, quando la sua svolta "elettrica" verso la musica rock creò enorme scalpore e proteste da parte dei puristi del folk, e durante il suo tour in Gran Bretagna veniva spesso fischiato. Questa fase della vita di Dylan è stata documentata dal regista D. A. Pennebaker nei film Don't Look Back e Eat the Document.
- Richard Gere: "Billy the Kid". Billy è un riferimento alla partecipazione di Dylan al film di Sam Peckinpah Pat Garrett e Billy Kid e della descrizione che Dylan diede di se stesso come di un "emarginato" fuorilegge. Inoltre il personaggio allude alla passione di Dylan per la musica country rurale americana di inizio secolo (vedi The Basement Tapes).
- Heath Ledger: Robbie Clark, un attore che interpreta Jack Rollins in un film biografico e diventa famoso quanto il personaggio che interpreta sullo schermo. È un'incarnazione del Dylan del periodo di Blood on the Tracks, quando stava divorziando dalla prima moglie Sara.
- Ben Whishaw: "Arthur Rimbaud". Rimbaud viene ritratto come un poeta simbolista, interrogato e poi condannato da una commissione d'inchiesta, alle quali accuse risponde citando frasi prese dalle interviste e dagli scritti di Dylan. Dylan ha spesso citato l'influenza della poesia di Rimbaud nei suoi testi.[3]

### Altri personaggi
- Charlotte Gainsbourg: Claire, moglie di Robbie Clark (corrisponde a Sara Dylan e Suze Rotolo)
- Bruce Greenwood: Keenan Jones, il giornalista che intervista Jude Quinn / Pat Garrett
- Julianne Moore: Alice Fabian, amica e collega di Jack Rollins (corrisponde a Joan Baez)
- Michelle Williams: Coco Rivington (corrisponde a Edie Sedgwick)
- Mark Camacho: Norman, il manager di Jude Quinn (corrisponde a Albert Grossman, manager di Dylan fino al 1970)
- David Cross: Allen Ginsberg
- Joe Cobden: Sonny, amico inseparabile di Jude Quinn

## Produzione
Todd Haynes e il suo produttore, Christine Vachon, incontrarono il manager di Dylan, Jeff Rosen, per ottenere il permesso di usare la musica ed alcuni elementi della vita del cantante.
Rosen suggerì a Haynes di inviare una pagina con il riassunto del progetto allo stesso Dylan e gli consigliò di non usare mai la parola “genio”. La pagina che Haynes inviò iniziava con una citazione di Arthur Rimbaud “Io è qualcun altro”.
Infine Dylan diede a Haynes il permesso di procedere con il suo progetto. Il regista sviluppò la sceneggiatura con Oren Moverman. Durante la scrittura, Haynes riconobbe che sarebbe stato incerto il successo portando sullo schermo un film come una confusa biografia caratterizzata anche da molta fantasia in un certo senso.
Un settimo personaggio, un Charlie Chaplin incarnazione di Dylan, era presente nella sceneggiatura ma fu eliminato prima dell'inizio delle riprese.

## Colonna sonora
Nel film sono presenti numerose canzoni di Dylan, suonate da lui o da altri artisti. Le canzoni compaiono sia in “primo piano”, cantate dagli artisti davanti alla telecamera (Goin' to Acapulco, Pressing On), sia di sottofondo come accompagnamento alle scene.
Una canzone degna di nota, non di Dylan, è (I'm Not Your) Steppin' Stone dei The Monkees e compare in sottofondo nella scena del party a Londra.

## Festival di Venezia

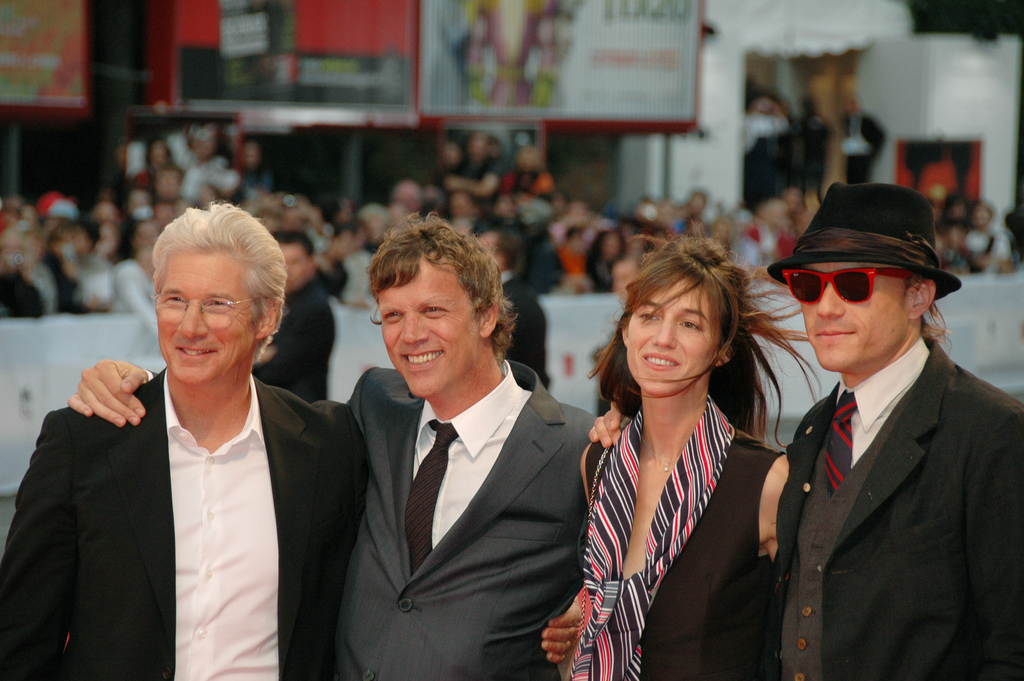
Richard Gere, Todd Haynes, Charlotte Gainsbourg e Heath Ledger nel 2007 durante la première di Io non sono qui alla 64ª Mostra internazionale d'arte cinematografica di Venezia

Nel settembre del 2007 il film è stato presentato alla 64ª Mostra internazionale d'arte cinematografica di Venezia, dove ha vinto il Premio Speciale della Giuria (presieduta dal regista cinese Zhang Yimou) e la Coppa Volpi per la miglior interpretazione femminile andata a Cate Blanchett (il quale premio fu ritirato, data l'assenza dell'attrice, da Heath Ledger, in una delle sue ultime apparizioni pubbliche prima della morte avvenuta il 22 gennaio 2008).

## Premi
- 2008 - Premio Oscar
  - Nomination Miglior attrice non protagonista a Cate Blanchett
- 2008 - Golden Globe
  - Miglior attrice non protagonista a Cate Blanchett
- 2008 - Premio BAFTA
  - Nomination Miglior attrice non protagonista a Cate Blanchett
- 2008 - Screen Actor Guild Awards
  - Nomination Miglior attrice non protagonista a Cate Blanchett
- 2008 - Independent Spirit Awards
  - Miglior attrice non protagonista a Cate Blanchett
  - Premio Robert Altman
  - Nomination Miglior film a Cristine Vachon, John Sloss, John Goldwyn e James D. Stern
  - Nomination Miglior attore non protagonista a Marcus Carl Franklin
  - Nomination Miglior regia a Todd Haynes
- 2007 - Satellite Award
  - Nomination Miglior Attrice a Cate Blanchett
- 2007 - Mostra internazionale d'arte cinematografica
  - Coppa Volpi per la migliore interpretazione femminile a Cate Blanchett
  - Leone d'argento - Gran premio della giuria a Todd Haynes[4]
- 2007 - Camerimage
  - Rana di bronzo (Edward Lachman)